# Kamienica Pod Srebrnym Pucharem we Wrocławiu
Kamienica Pod Srebrnym Pucharem – zabytkowa kamienica mieszczańska, o rodowodzie średniowiecznym, znajdująca się przy ulicy Kazimierza Wielkiego we Wrocławiu. Kamienica połączona jest z kamienicą nr 33 i razem pełnią funkcję hotelu „Kamienica Pod Aniołami”.
W XIX wieku numeracja ulicy była ciągła, a obecne numery 31 i 33 zajmowały parcele o numerach 31 i 32.

## Historia posesji i kamienicy

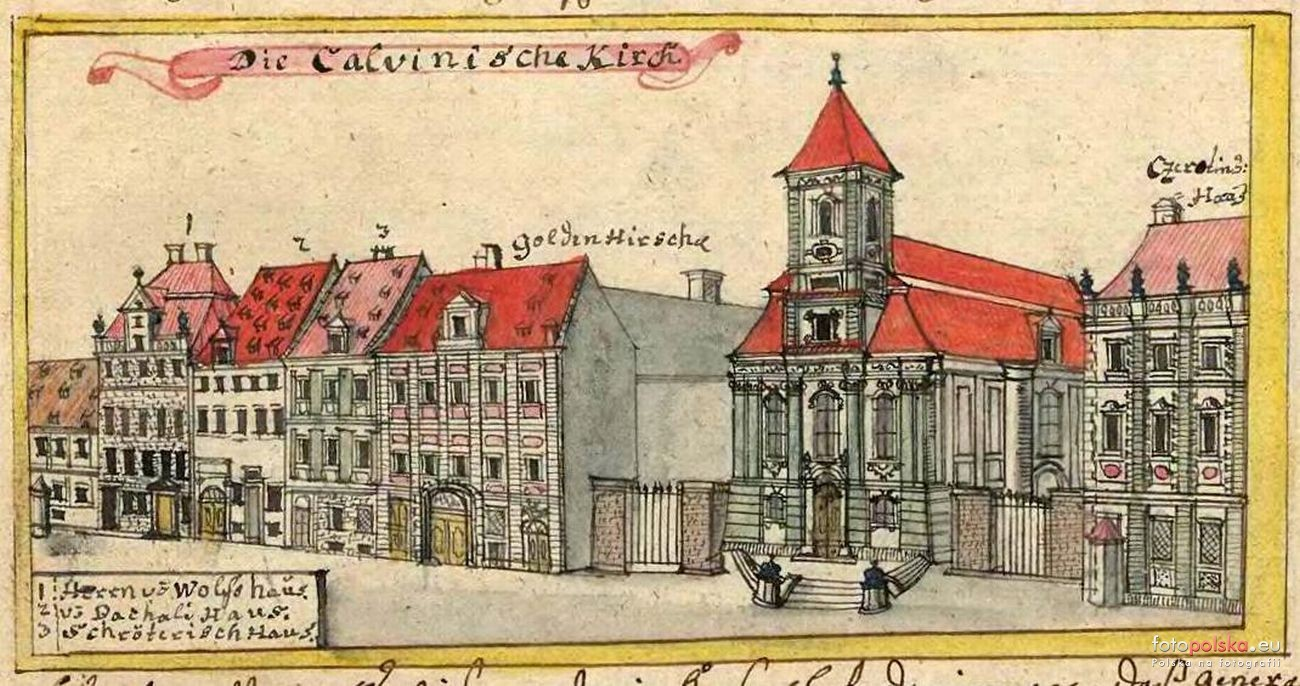
Widok na kościół Opatrzności Bożej i kamienice nr 31 i 33

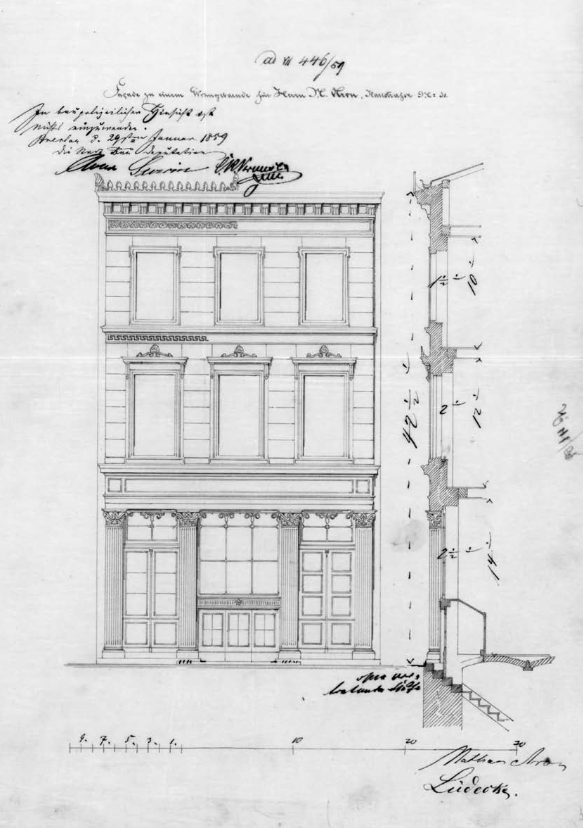
Projekt elewacji kamienicy Pod Srebrnym Pucharem we Wrocławiu autorstwa Karla Lüdeckego z 1859

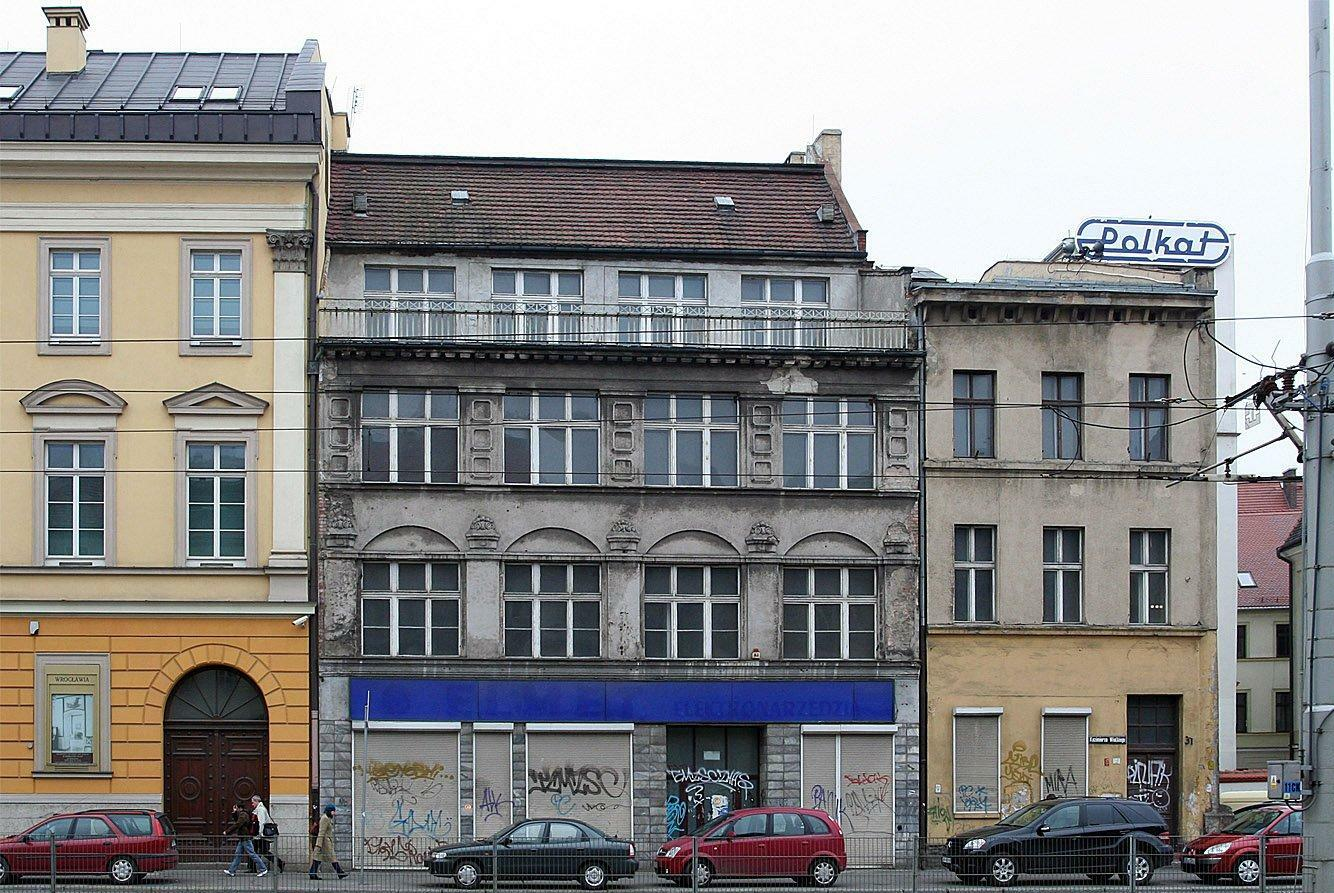
Widok kamienicy przed remontem

Posesja, na której ulokowana jest kamienica, znajduje się w południowo-zachodniej części miasta. W XV wieku teren ten należał do tzw. Kwartału Słodowników, rozciągającego się łukiem między obecną ulicą Wierzbową a zachodnim wylotem obecnej ulicy Grodzkiej, między wewnętrznym a zewnętrznym obwodem murów miejskich, przy Czarnej Oławie, stanowiącej fosę wewnętrzną. Nazwa związana jest z profesją słodowników, której przedstawiciele zamieszkiwali ten obszar. Parcele zostały zagospodarowane po wyznaczeniu linii fortyfikacyjnych w latach 1329–1348 i zostały wytyczone przy ówczesnej wschodniej stronie ulicy Vnder den melczern. Od XVI wieku odcinek między ulicami św. Doroty (Dorothengasse) i Krupniczą (Graupegasse) zwany był Hummerei. Kwartał Słodowników w drugiej ćwierci XV w. został podzielony, a obszar między ulicami św. Mikołaja i Świdnicką zaliczony został do tzw. Kwartału Kupców.
Nieznany jest dokładny wygląd budynku w okresie średniowiecznym. W XVI wieku murowana kamienica nr 31, jak i sąsiednia o numerze 33, była budynkiem pokrytym dachem kalenicowym. Sąsiednie kamienice były wąskimi kamienicami szczytowymi. Ich wygląd można obejrzeć na najstarszym planie Wrocławia datowanym na 1562 rok, autorstwa Barthela i Bartholomäusa Weinera. Kamienica nr 31 była dwukrotnie węższa od sąsiedniej nr 33. Parcele były głębokie, dzieliły się prawdopodobnie na trzy strefy: frontową z domem mieszkalnym, środkową z zabudowaniami gospodarczymi (słodowniami) i tylną z ogrodami sięgającym od południa do murów miejskich.
Po wojnie trzydziestoletniej obszar, na którym znajduje się kamienica nr 31, uległ przekształceniu. W miejsce dotychczasowych kamienic zaczęto wznosić okazalsze barokowe budynki zamieszkiwane przez szlachtę, wojskowych i urzędników królewskich. W 1750 roku na sąsiedniej działce wzniesiono kościół Opatrzności Bożej, który został uwieczniony po raz pierwszy na dwóch grafikach Friedricha Bernharda Wernera w roku 1755. W sąsiedztwie kościoła Werner przedstawił dodatkowo barokowe kamienice: nieistniejącą obecnie kamienicę i zajazd Pod Złotym Jeleniem (nr 30), kamienicę 31 tzw. Dom Schröterów („Schröterisch Haus”), 32 (obecnie 33) „Pachali Haus” oraz kamienicę nr 33 Wolff Hansel haus, którą po 1858 przebudowano na budynek komendantury i urzędu podatkowego w zarządzie królewskim, a następnie pełniła funkcję bocznego skrzydła pałacu królewskiego. Kamienica nr 31 ma trzyosiową elewację ozdobioną dekoracją w formie prostokątnych tablatur w podokiennikach i między osiami okien.
W kamienicy we wcześniejszym okresie znajdowała się karczma „Pod Srebrnym Pucharem”. W latach 1858–1868 kamienica należała do kupca Nathana Arona, właściciela również posesji nr 17 przy tej samej ulicy. Do lat 30. XX wieku kamienica miała jeszcze dwóch kolejnych właścicieli, którzy nigdy nie mieszkali w niej. W latach 1868–1907 właścicielem kamienicy był kupiec Hamburger, który pod koniec XIX wieku założył w budynku kanalizację i rozbudował instalację wodną. Od 1907 roku do lat 40. XX wieku kamienica należała do rodzinny Bannas; od 1915 roku występowali jako firma Bracia Bannas. Pod nr 31 przed 1945 rokiem w budynku zarejestrowane były zatem różne podmioty gospodarcze.

## Opis architektoniczny
Najstarsze zachowane elementy architektoniczne pochodzą z okresu średniowiecza; dotyczy to odkrytych gotyckich i nowożytnych wątków kamiennych oraz licznym przebudowań na przestrzeni od okresu średniowiecza do drugiej połowy XIX wieku. Fazę okresu renesansu reprezentuje zachowana na drugiej kondygnacji kolumna umieszczona w ścianie wschodniej pomiędzy dwoma niszami.
W Archiwum Budowlanego Miasta Wrocławia najstarszy zachowany rysunek pochodzi z 1851 roku. Na nim kamienica usytuowana jest na wąskiej działce, na której prócz budynku głównego znajduje się również niewielki dom gospodarczy oddzielony od głównego podwórzem. Niezrealizowany projekt zakładał umieszczenie sieni po prawej stronie, przeciwnie niż w budynku starszym, gdzie sień znajdowała się w lewej osi elewacji. Na dwóch starszych projektach z 1858 i 1859 roku, autorstwa Karla Lüdeckego, projektowany budynek zajmuje już większą część podwórza. Istotną różnicą pomiędzy projektami była liczba kondygnacji. Ostatecznie zrealizowany projekt przebudowy kamienicy zakładał wzniesienie trzykondygnacyjnego budynku, podpiwniczonego z sienią przelotową po zachodniej stronie oraz z klatką schodową w tylnej części ozdobioną ażurową balustradą. W części parterowej zaprojektowano pomieszczenia sklepowe. Elewacja frontowa była trzyosiowa i ozdobiona bogatymi dekoracjami. Część parterowa była podzielona czterema kolumnami korynckimi. Nad oknami drugiej kondygnacji umieszczono naczółki gzymsowe z akroterionem pośrodku. Fasadę zamyka rozbudowany gzyms wieńczący, z podwójnym pasem fryzów: pseudometopowo-tryglifowym oraz pseudopalmetowym, i zwieńczony grzebieniem z narożnym i środkowym akroterionem. Projekt architektoniczny, głównie detali Karla Lüdeckego, autora projektu Nowej Giełdy czy frontowej część Dworca Świebodzkiego, był podobny do koncepcji projektu innej kamienicy nr 17 tego samego właściciela. Z okresu gruntownej przebudowy zachowała się dwubiegunowa klatka schodowa, w dolnej kondygnacji o wachlarzowym układzie schodów, wsparta na jednym żeliwnym słupie, z żeliwnymi belkami policzkowymi, o odlewanych żeliwnych ażurowych podstopnicach o wzorze wici roślinnej. W 1898 roku okno witrynowe na parterze zostało powiększone. Wejście do pomieszczeń piwnicznych znajdowało się od podwórza (obecnie od strony kamienicy nr 33).
W 1906 roku w dachu kamienicy znajdowały się lukarny. Bogate zdobienia zostały częściowo skute prawdopodobnie w latach 30. XX wieku. Na zdjęciach archiwalnych z lat 50. XX wieku zachowany budynek jest po przebudowie, ale ma podokienniki i inne detale architektoniczne. Zupełne usunięcie tych elementów miało miejsce w latach 60. XX wieku.

## Po 1945
Po 1945 roku budynek przeszedł na własność skarbu państwa, a w pomieszczeniach kamienicy znajdowały się biura. W 2013 roku kamienica wraz z sąsiednią nr 33 została wyremontowana i dostosowana do potrzeb otwartego w niej hotelu. Przywrócono jej detal architektoniczny, jakim wyróżniała się w drugiej połowie XIX wieku.